# Кордон № 1
Кордон № 1 — населённый пункт в Исилькульском районе Омской области России. Входит в состав Солнцевского сельского поселения.

## География
Населённый пункт находится в юго-западной части Омской области, в лесостепной зоне, в пределах Ишимской равнины, на расстоянии примерно 18 километров (по прямой) к северу от города Исилькуль, административного центра района. Абсолютная высота — 124 метра над уровнем моря.

### Население
| 2002 | 2010 |
| ---- | ---- |
| 80   | ↘58  |

Гендерный состав
По данным Всероссийской переписи населения 2010 года в гендерной структуре населения мужчины составляли 43,1 %, женщины — соответственно 56,9 %.
Национальный состав
Согласно результатам переписи 2002 года, в национальной структуре населения русские составляли 80 %.

## Улицы
Уличная сеть населённого пункта состоит из одной улицы и одного тупика.